# Sizun
Sizun település Franciaországban, Finistère megyében. Lakosainak száma 2334 fő (2022. január 1.). Sizun Botmeur, Commana, Hanvec, Locmélar, Lopérec, Ploudiry, Saint-Eloy, Saint-Rivoal, Saint-Sauveur és Le Tréhou községekkel határos.

## Népesség
A település népessége az elmúlt években az alábbi módon változott:
| Lakosok száma | 2025 | 1765 | 1728 | 2129 | 2245 | 2260 | 2265 | 2289 | 2304 | 2334 |
|               | 1968 | 1982 | 1990 | 2006 | 2013 | 2015 | 2017 | 2019 | 2020 | 2022 |